# Antonello Venditti

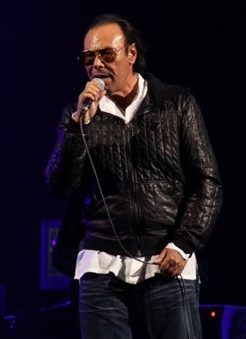
Antonello Venditti (2008)

Antonello Venditti (* 8. März 1949 in Rom) ist ein italienischer Cantautore (Liederdichter). Er gelangte gemeinsam mit weiteren bedeutenden Cantautori wie Francesco De Gregori und Lucio Dalla im Rahmen der italienischen Studentenbewegung gegen Ende der 1960er und in den 1970er Jahren zu Berühmtheit.

## Leben
Schon früh begann sich Venditti für Musik zu begeistern und nahm bereits während der Kindheit Klavierunterricht. In dieser Zeit reifte die Lust, eigene Songs zu schreiben. Sein erstes eigenes Lied hieß Sora rosa.
Unterstützung bekam Venditti von den Liedermachern Francesco De Gregori und Giorgio Lo Cascio. 1971 ging er mit De Gregori und dem gemeinsamen Projekt Theorius Campus auf Konzertreise, am gleichnamigen Album waren beide Künstler in gleichem Maße beteiligt. Nach dem Erfolg des gemeinsamen Albums Roma capoccia zog Venditti nach Mailand und produziert das Soloalbum L’orso bruno. Damit wurde er zu einem der innovativsten Autoren der italienischen Musikszene.
Mit dem 1974er Album Quando verrà Natale hatte Venditti nicht den gewünschten Erfolg. Auch die LPs der nächsten Jahre konnten sich nicht kommerziell durchsetzen, es gab aber zwei Single-Hits. Das Lied Bomba o non bomba wurde 1979 ein Top-10-Hit in Österreich, Buona Domenica erreichte 1980 eine Top-10-Platzierung in der Schweiz und eine Top-40-Platzierung in Deutschland. Das erste Album mit Hitparadennotierung, Cuore, stammt aus dem Jahr 1984 und belegte in der Schweiz Platz 28. Einen ähnlichen Verkaufserfolg hatte erst wieder der 1995er Longplayer Prendilo tu questo frutto amaro.

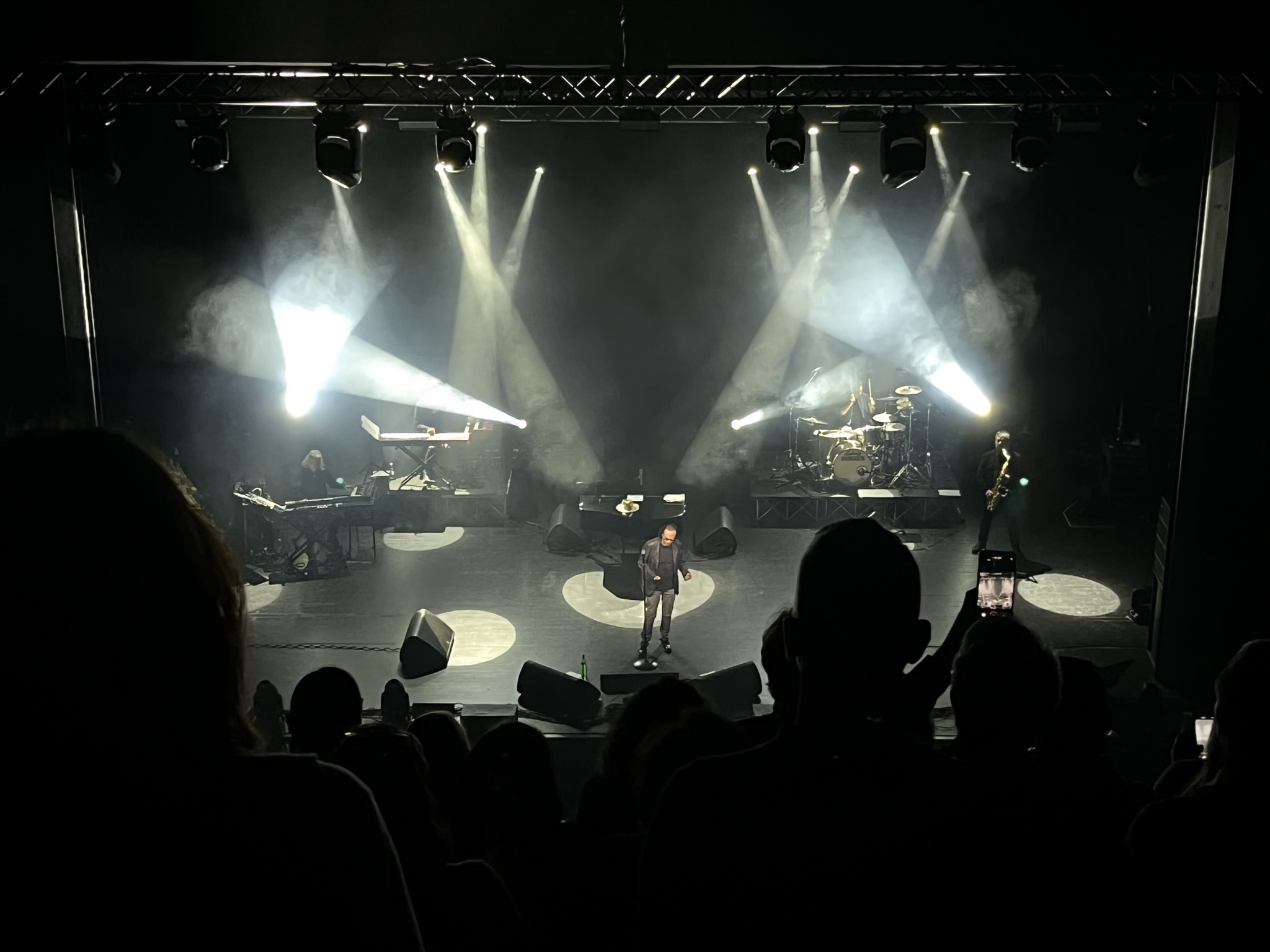
Antonello Venditti während eines Konzerts im Theater 11 Zürich (2022)

Den größten kommerziellen Erfolg hatte Antonello Venditti ab 2000. In den folgenden Jahren erreichten drei Singles (2001 Che c’è, 2008 Dalla pelle al cuore und 2011 Unica) die Top 10 in Italien. Neun Alben erklommen die Top 20, darunter fünf Top-10- und drei Nummer-1-Platzierungen.

## Diskografie

### Alben
| Jahr | Titel                                                  | Höchstplatzierung, Gesamtwochen, AuszeichnungChartplatzierungen (Jahr, Titel, Platzierungen, Wochen, Auszeichnungen, Anmerkungen) | Höchstplatzierung, Gesamtwochen, AuszeichnungChartplatzierungen (Jahr, Titel, Platzierungen, Wochen, Auszeichnungen, Anmerkungen) | Anmerkungen                                                                         |
| Jahr | Titel                                                  | CH | IT | Anmerkungen                                                                         |
| ---- | ------------------------------------------------------ | --- | --- | ----------------------------------------------------------------------------------- |
| 1978 | Sotto il segno dei pesci                               | — | IT15 (3 Wo.)IT | Erstveröffentlichung: 8. März 1978 Erstplatzierung nach Wiederveröffentlichung 2018 |
| 1984 | Cuore                                                  | CH28 (4 Wo.)CH | — |                                                                                     |
| 1995 | Prendilo tu questo frutto amaro                        | CH39 (3 Wo.)CH | — | Erstveröffentlichung: 1. Juli 1995                                                  |
| 1999 | Goodbye novecento                                      | — | IT12 (12 Wo.)IT | Erstveröffentlichung: 24. September 1999                                            |
| 2000 | Se l’amore è amore                                     | CH85 (8 Wo.)CH | IT5 (33 Wo.)IT |                                                                                     |
| 2001 | Circo Massimo 2001                                     | CH62 (8 Wo.)CH | IT1 (13 Wo.)IT | Erstveröffentlichung: 27. Juli 2001                                                 |
| 2003 | Che fantastica storia è la vita                        | CH77 (3 Wo.)CH | IT1 (32 Wo.)IT | Erstveröffentlichung: 3. Oktober 2003                                               |
| 2006 | Diamanti                                               | — | IT5 Platin (2016) · (128 Wo.)IT                                                                                                   | Erstveröffentlichung: 24. November 2006 Verkäufe: + 50.000                          |
| 2007 | Dalla pelle al cuore                                   | CH60 (7 Wo.)CH | IT3 (55 Wo.)IT | Erstveröffentlichung: 16. November 2007                                             |
| 2009 | Le donne                                               | CH62 (3 Wo.)CH | IT1 Platin · (30 Wo.)IT | Erstveröffentlichung: 13. Februar 2009 Verkäufe: + 70.000                           |
| 2011 | Unica                                                  | — | IT6 Platin · (26 Wo.)IT | Erstveröffentlichung: 29. November 2011 Verkäufe: + 60.000                          |
| 2012 | TuttoVenditti                                          | — | IT9 Platin · (96 Wo.)IT | Erstveröffentlichung: 6. November 2012 Verkäufe: + 50.000; Kompilation              |
| 2014 | 70.80 Ritorno Al Futuro                                | — | IT20 (13 Wo.)IT | Erstveröffentlichung: 10. Juni 2014 Livealbum                                       |
| 2015 | Tortuga                                                | CH70 (1 Wo.)CH | IT2 Gold · (31 Wo.)IT | Erstveröffentlichung: 21. April 2015 Verkäufe: + 25.000                             |
| 2015 | Tortuga – un giorno in paradiso – Stadio Olimpico 2015 | — | IT31 (11 Wo.)IT | Erstveröffentlichung: 4. Dezember 2015                                              |
| 2019 | Sotto il segno dei pesci – The Anniversary Tour        | — | IT13 Gold · (6 Wo.)IT | Erstveröffentlichung: 15. November 2019 Verkäufe: + 25.000                          |
| 2023 | Il concerto – Live                                     | CH82 (1 Wo.)CH | IT8 (6 Wo.)IT | Erstveröffentlichung: 15. Dezember 2023 mit Francesco De Gregori                    |
| 2024 | Cuore (40th Anniversary Edition)                       | — | IT21 (1 Wo.)IT | Erstveröffentlichung: 14. Juni 2024                                                 |

grau schraffiert: keine Chartdaten aus diesem Jahr verfügbar
Weitere Alben
- 1972: Theorius Campus (mit Francesco De Gregori als Theorius Campus)
- 1973: L’orso bruno
- 1973: Le cose della vita
- 1974: Quando verrà Natale
- 1974: Dal Vivo – Bologna 2 settembre 1974  (mit Dalla, De Gregori & Monti)
- 1975: Lilly
- 1977: Ullalla
- 1978: Cronache
- 1979: Buona domenica
- 1982: Sotto la pioggia
- 1983: Circo Massimo
- 1985: Centocittà
- 1986: Venditti e segreti
- 1986: Troppo forte
- 1988: In questo mondo di ladri
- 1990: Gli anni ’80
- 1990: Canzone d’autore
- 1991: Benvenuti in paradiso
- 1991: Il diario
- 1992: Da san siro a samarcanda „L’amore insegna agli uomini“
- 1997: Antonello nel Paese delle Meraviglie
- 1999: Goodbye n9vecento
- 2004: Campus Live
- 2007: Dalla pelle al cuore

### Singles
| Jahr | Titel Album                                | Höchstplatzierung, Gesamtwochen, AuszeichnungChartplatzierungen (Jahr, Titel, Album, Platzierungen, Wochen, Auszeichnungen, Anmerkungen) | Höchstplatzierung, Gesamtwochen, AuszeichnungChartplatzierungen (Jahr, Titel, Album, Platzierungen, Wochen, Auszeichnungen, Anmerkungen) | Höchstplatzierung, Gesamtwochen, AuszeichnungChartplatzierungen (Jahr, Titel, Album, Platzierungen, Wochen, Auszeichnungen, Anmerkungen) | Höchstplatzierung, Gesamtwochen, AuszeichnungChartplatzierungen (Jahr, Titel, Album, Platzierungen, Wochen, Auszeichnungen, Anmerkungen) | Anmerkungen         |
| Jahr | Titel Album                                | DE | AT | CH | IT | Anmerkungen         |
| ---- | ------------------------------------------ | --- | --- | --- | --- | ------------------- |
| 1978 | Bomba o non bomba Sotto il segno dei pesci | — | AT8 (12 Wo.)AT | — | — |                     |
| 1979 | Buona Domenica                             | DE32 (13 Wo.)DE | — | CH4 (9 Wo.)CH | — |                     |
| 2001 | Che c’è Circo Massimo 2001                 | — | — | — | IT5 (12 Wo.)IT |                     |
| 2008 | Dalla pelle al cuore                       | — | — | — | IT7 Gold (2019) · (8 Wo.)IT | Verkäufe: + 25.000  |
| 2011 | Unica                                      | — | — | — | IT9 ×2Doppelplatin · (4 Wo.)IT | Verkäufe: + 200.000 |

Weitere Singles
- 1972: Ciao uomo
- 1973: L’orso bruno
- 1973: Le tue mani su di me
- 1974: Marta / Campo de fiori
- 1976: Lilly
- 1977: Una stupida storia d’amore / Maria Maddalena
- 1978: Sotto il segno dei pesci / Sara (IT: Platin (2023)  [100.000+][5] / IT: Gold (2023)  [50.000+][5])
- 1979: Stai con me
- 1980: Robin
- 1982: Sotto la pioggia / Dimmelo tu cos'é
- 1983: Torino
- 1983: Grazie Roma (IT: Gold (2023)  [50.000+][5])
- 1984: L’ottimista
- 1984: Ci vorrebbe un amico (IT: Platin (2024)  [100.000+][5])
- 1984: Notte prima degli esami (IT: ×2Doppelplatin (2018)  [100.000+][5])
- 1985: Centocittà
- 1987: Peppino
- 1988: Ricordati di me (IT: Platin (2024)  [100.000+][5])
- 1991: Alta marea (IT: Gold (2019)  [25.000+][5])
- 1991: Benvenuti in paradiso / Amici mai (IT: Platin (2019)  [50.000+][5])
- 1992: Benvenuti in paradiso (Sbeng Gang Remix)
- 1996: Cada instante
- 1996: Prendilo tu questo frutto amaro (Remixed by Gam Gam)
- 2001: Lacrime di pioggia
- 2003: Che fantastica storia è la vita (IT: Platin (2021)  [70.000+][5])